# Gröde

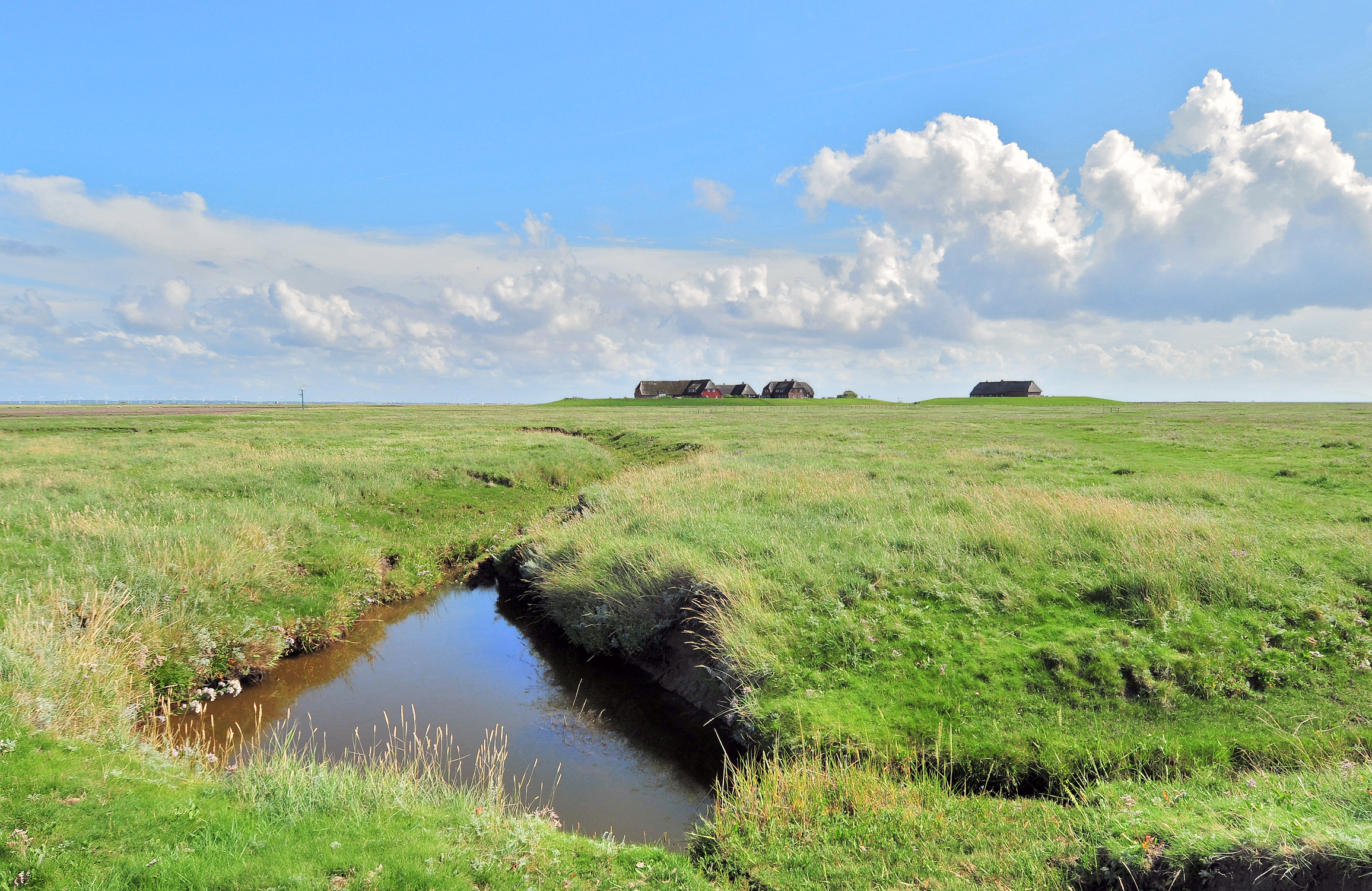
Vista des del port

Gröde (frisó septentrional Groue, danès Grøde) és una de les illes Halligen (Illes Frisones) que forma un municipi del districte de Nordfriesland, dins l'Amt Pellworm, a l'estat alemany de Slesvig-Holstein. El 31 de desembre del 2023 tenia 10 habitants. L'economia es basa en l'agricultura i el turisme.

## Galeria d'imatges

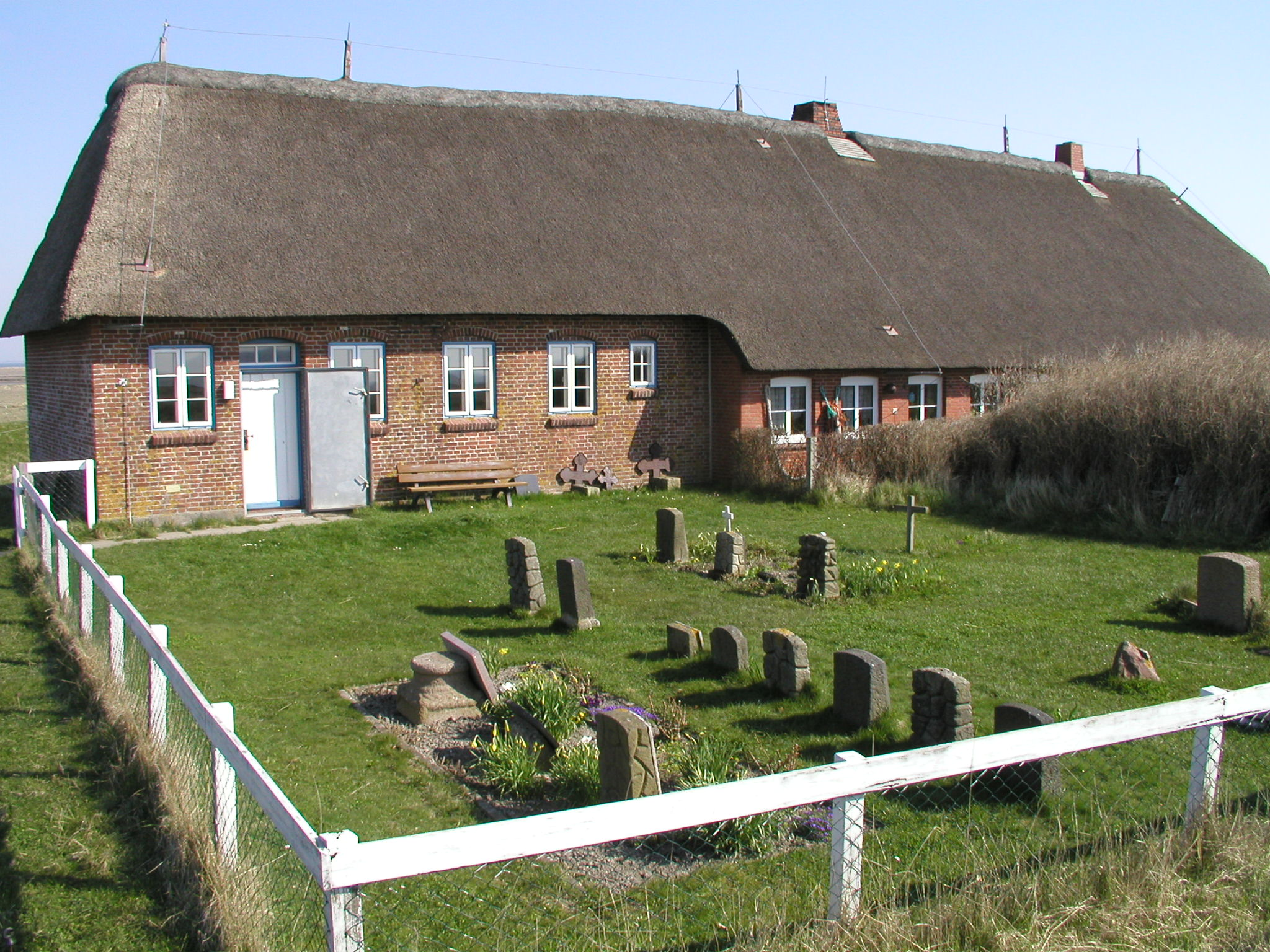
Església i escola
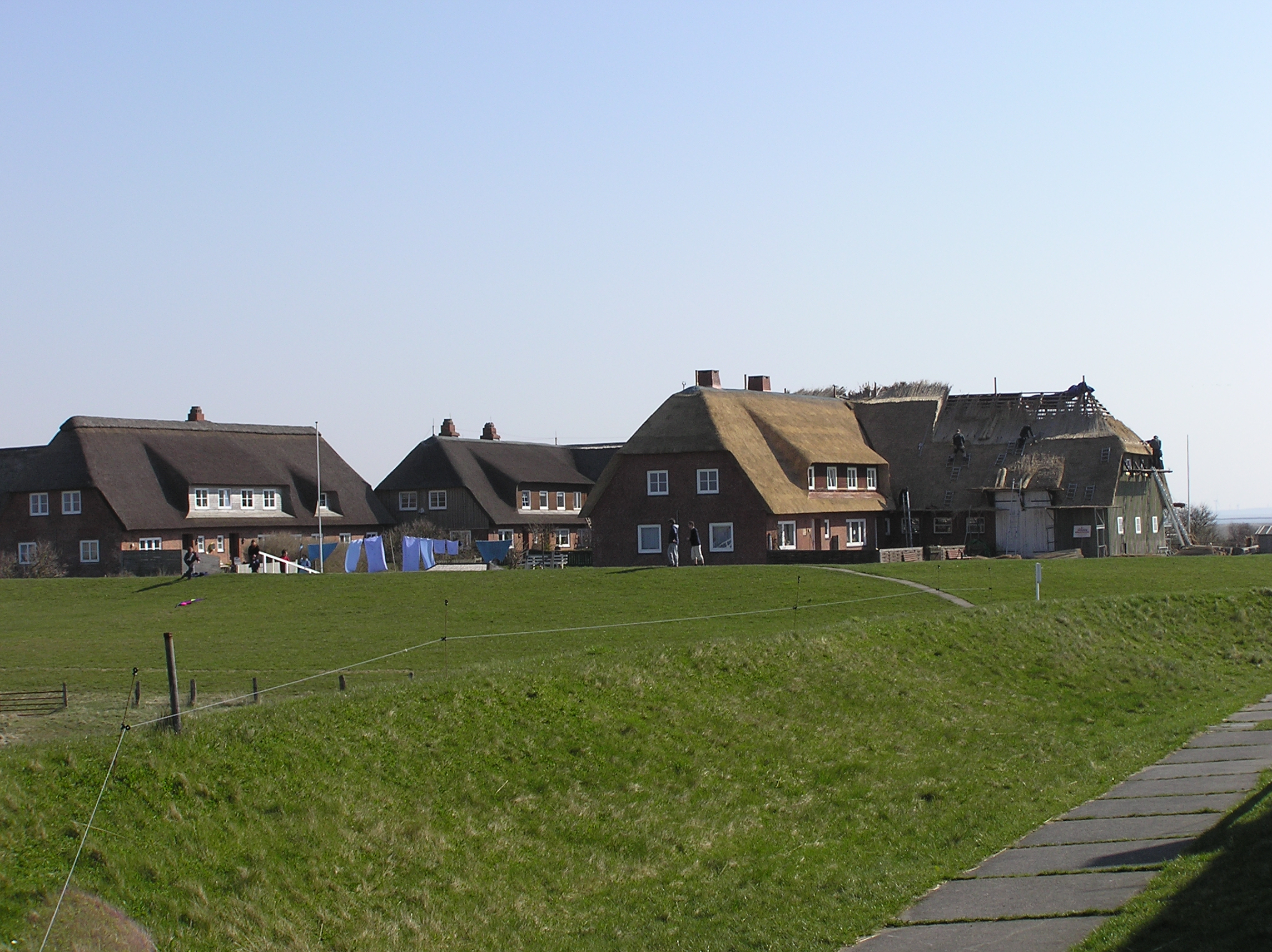